# Istituto di cura chirurgica del Salviatino
L'Istituto di Cura Chirurgica del Salviatino  è stato uno storico istituto di chirurgia di Firenze.

## Storia
La struttura fu costruita nel 1908 dal medico  G. Frascani alle pendici di Fiesole. La sede era stata scelta perché vicina a Firenze e su terreno in pendenza per evitare il ristagno delle acque. L'ospedale, nato come luogo di convalescenza per pazienti chirurgici, aveva la particolarità,inusuale per l'epoca, di ospitare al suo interno anche i familiari dei degenti affinché potessero meglio assistere i propri cari. Sempre all'interno trovavano posto anche gli alloggi del personale sanitario e infermieristico. Intorno agli anni'20 l'Istituto di cura diviene " Casa di maternità". Venivano ospitate  donne nubili in attesa di un bambino purché si dichiarassero disponibili ad allattare il proprio bimbo e quello delle altre .
Nel 1961 ospita bambini affetti da tubercolosi e problemi polmonari. Negli anni '80 diventa sede del servizio di neuropsichiatri infantile e successivamente sede del SERT di zona. Conclusa l'esperienza del SERT l'edificio viene abbandonato.  
Nel 2002 l'ASL proprietaria del complesso, lo ha messo all'asta ed è stato acquistato da ALMAT S.p.a., ditta specializzata in ristrutturazione di edifici di pregio. Oggi è un complesso condominiale.

## Descrizione
Il complesso costruito in stile Liberty aveva una zona destinata alla clinica ed altre   destinate ad ospitare i medici, gli infermieri ed i parenti dei malati.
Totalmente l'area occupava 5.000 m². Di questi solo 600 si riferivano all'edificio mentre i restanti erano dedicati a spazio verde e giardini comunque facenti parte della struttura. Un podere attiguo ne avrebbe permesso l'eventuale ampliamento. 
L'accesso all'istituto era da  via lungo l'Affrico e  da via del Salviatino, mentre alla sezione paganti, posta al piano terreno, si accedeva da piazza Benedetto da Maiano.

### Ristrutturazione
Il progetto di restauro conservativo è stato affidati a Paolo Portoghesi ed è consistito nella distruzione di tutto l'interno dell'edificio e la sua totale ricostruzione, lasciando intatte solo le pareti esterne .